# Іванівка (Лісностінківська сільська рада)
Іванівка — колишнє село в Куп'янському районі Харківської області, підпорядковувалося Лісностінківській сільській раді.

## Короткі відомості
В 1970-х роках у селі проживало 36 людей. Село зняте з обліку 1987 року.
Іванівка знаходилася на березі річки Синиха, нижче по течії в місці пересихання прилягає до Воронцівки. В селі знаходилася молочно-товарна ферма.

## Принагідно
- Вікімапія